# Australia (jeu)
Pour les articles homonymes, voir Australia.
Australia est un jeu de société créé par Wolfgang Kramer et Michael Kiesling en 2005 et édité par Ravensburger.
Pour 2 à 5 joueurs, à partir de 10 ans pour environ 90 minutes.

## Récompense
- Games Magazine Awards  2005